# Бои в Зикиме
Бои в Зикиме (ивр. קרב זיקים, араб. معركة زيكيم) — бои между боевиками ХАМАС и Израилем в кибуце Зиким, где находится израильская военная база Бахад 4. Начались 7 октября 2023 года, когда палестинские группировки начали крупномасштабное вторжение в Израиль.

## Хронология боевых действий

### 7 октября
Утром 7 октября в 04:40 по Гринвичу ХАМАС отправил несколько лодок из сектора Газа в Зиким, чтобы высадиться туда. По пути 4 лодки были уничтожены 916-й сторожевой эскадрой военно-морской базы Ашдод, однако остальным всё-таки удалось высадиться на пляже Зиким. Примерно в то же время другие боевики ХАМАС прорвали барьер между сектором Газа и Израилем.
Позже боевики ХАМАС штурмовали Бахад 4, тренировочную базу для новобранцев ЦАХАЛа. Во время ожесточённых боёв за военную базу, продолжавшихся несколько часов, большинство израильских солдат попытались сбежать, поскольку они пробыли в ЦАХАЛе всего 4 недели и не имели достаточного опыта. Поэтому за базу в основном сражались солдаты-ветераны. В 07:00 ЦАХАЛ опубликовал заявление о том, что Бахад 4 под контролем ХАМАС. Затем боевики ХАМАС двинулись в сторону кибуца Зиким, но были разгромлены вооружёнными гражданскими лицами и израильскими полицейскими, некоторые из которых были не при исполнении служебных обязанностей.
Во время боёв на пляже Зиким, Израиль впервые применил ББМ «Эйтан», хотя первоначально планировалось, что машина будет введена в эксплуатацию в следующем году. Бригада «Нахаль», управлявшая «Эйтаном», достигла скорости 120 км/ч на шоссе 6, что позволило ей стать первым израильским подразделением, прибывшим к месту боя, убив нескольких боевиков на пляже, прежде чем двинуться вперёд для поддержки других подразделений. Успешное использование машины на пляже Зиким побудило главу командования сухопутных войск Израиля Тамира Ядая интегрировать «Эйтан» в планы вторжения в сектор Газа.

### После 7 октября
Утром 8 октября 916-я сторожевая эскадра уничтожила пятерых боевиков ХАМАС на пляже Зиким.
10 октября ХАМАС после 90-минутного предупреждения мирных жителей начал ракетный обстрел города Ашкелон и вступил в столкновение с израильскими войсками на стыке промзоны Ашкелона и Трансизраильского трубопровода. В тот же день официальный аккаунт ЦАХАЛа в Твиттере на иврите сообщил, что войска 17-го батальона 828-й бригады «Бисламах» столкнулись с боевиками ХАМАСа в районе пляжа Зиким, в результате чего погибли четыре человека. По данным расследования France 24, на видео, снятом во время боёв, было видно, как израильские солдаты убивают четырёх боевиков, пытавшихся сдаться (что является военным преступлением). France 24 также заявляет, что на снимке первого столкновения, сделанном дроном, не было чётко видно оружие у боевиков, «хотя изображения размыты, и невозможно увидеть, было ли оружие на месте происшествия». Инцидент был геолокирован Al Jazeera English в район примерно в километре к юго-западу от Бахад 4.
10 и 11 октября ХАМАС заявил, что направил дополнительных боевиков на ось Зиким-Ашкелон.
11 октября ЦАХАЛ заявил, что восемь боевиков ХАМАСа были убиты в Зикиме.
13 октября в результате предполагаемого инцидента, связанного с безопасностью, жители Зикима были вынуждены покинуть свои дома. Позже Национальные новости Израиля сообщили, что солдаты ЦАХАЛа убили на пляже одного боевика.
16 октября в отчётах, процитированных Институтом изучения войны, говорилось, что два боевика из сектора Газа проникли на береговую линию к западу от Зикима и впоследствии были убиты вертолётом ЦАХАЛа.
24 октября 2023 года израильские власти объявили предупреждение о проникновении у Зиким после того, как ЦАХАЛ вступил в бой с ещё одной группой боевиков ХАМАС, пытавшейся проникнуть в Израиль по морю.